# Andreas van Recum

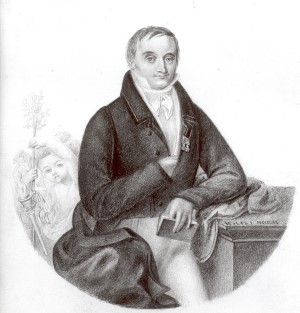
Andreas van Recum, Lithographie von L(udwig) Foltz 1820

Andreas van Recum, ab 1818 von Recum (* 6. August 1765 in Grünstadt, Pfalz; † 31. Oktober 1828 in Bad Kreuznach), war ein hoher Beamter in pfalzbayerischen, französischen und bayerischen Diensten, anerkannte Kapazität im Weinbau und der Landwirtschaft, sowie Ritter der französischen Ehrenlegion und Kommandeur des Verdienstordens der Bayerischen Krone. Seit 1981 wird zu seinem Gedächtnis die „Freiherr Andreas van Recum-Plakette“ für besondere Verdienste um die Aus- und Weiterbildung im Weinbau und der Landwirtschaft verliehen. Auch heute leben einige der Familie Van Recum in der Pfalz.

## Leben

### Herkunft und Jugend

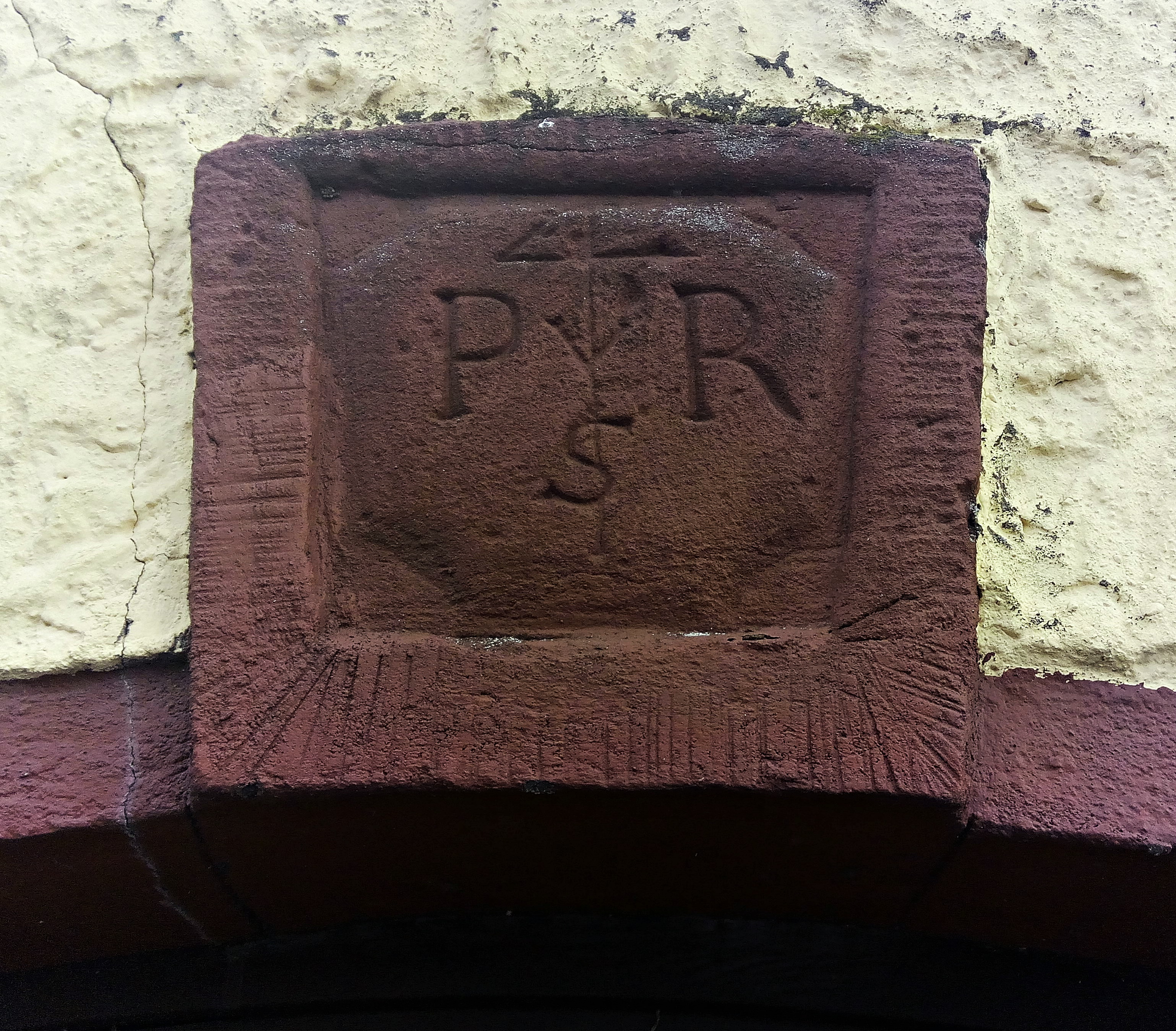
Grünstadt, Gartenpforte Ecke Vorstadt und Sausenheimer Str., barocker Schlussstein der Eltern Peter und Susanna van Recum

Andreas van Recum wurde in Grünstadt als eines der 12 Kinder des 1735 dort eingewanderten, holländischen Tuchfabrikanten Peter van Recum und seiner aus dem Ort selbst stammenden Ehefrau Marie Susanna Zeiler geboren. Die Familie gehörte in dieser lutherisch dominierten Haupt- und Residenzstadt der damaligen Grafschaft Leiningen-Westerburg zur katholischen Minderheit. Sie war sehr wohlhabend und angesehen. Andreas van Recums Bruder Johann Nepomuk (1753–1801) kaufte 1795 u. a. auch die Frankenthaler Porzellanmanufaktur um sie ab 1801 als Steingutfabrik in Grünstadt weiterzuführen. Die Schwester Marie Susanne (1774–1844) heiratete den Unternehmer François Joseph Jean Saglio (1765–1813) und ihr Sohn war der Maler Camille Saglio. Maria Magdalena van Recum, eine weitere Schwester, wurde die Frau des reichen Koblenzer Kaufmannes Pierre François Paravey (1775–1828).

Andreas van Recum berichtet selbst über seine Grünstadter Familienverhältnisse: 

„ Mein Vater lebte seinem bürgerlichen Stande gemäß, hatte einen frohen Sinn, war tätig und allgemein als ein ehrliebender, rechtlicher, dabei kluger Mann anerkannt, dessen Fleiß und Tätigkeit durch Vermögen belohnt wurde, welches er nur zum Guten, vorzüglich zur Erziehung und höheren Ausbildung seiner Kinder verwandte. “

Zunächst war nicht er, sondern sein Bruder Peter Joseph für den geistlichen Stand bestimmt. Dieser hatte in Heidelberg studiert, war Kanoniker am Stift St. Viktor vor Mainz, starb jedoch bereits 1780. Andreas wurde vom Vater bestimmt die bereits erworbene Präbende zu übernehmen, um keinen wirtschaftlichen Verlust zu erleiden. Er besuchte die höhere Schule in Mainz, studierte dort und erhielt mit 21 Jahren vom Wormser Weihbischof Stephan Alexander Würdtwein die Weihe zum Subdiakon sowie eine Pfründe als Stiftskapitular an St. Victor. Van Recum erbat sich Dispens von der Residenzpflicht, um den Doktorgrad in Rechtswissenschaften zu erwerben. Da Van Recum auch später keine Berufung zum Priestertum fühlte, dispensierte ihn der Mainzer Erzbischof Friedrich Karl Joseph von Erthal auf sein eigenes Ansuchen hin von den Pflichten des geistlichen Amtes bzw. vom Zölibat, worauf er in kurfürstlich pfalzbayerische Dienste trat und am 3. Januar 1791 in Mannheim auch heiratete. Da der Erzbischof ohne päpstliche Zustimmung gehandelt und den Sachverhalt nicht einmal zur Entscheidung nach Rom gemeldet hatte, erließ Papst Pius VI. eine spezielle Bulle, die sich ausschließlich mit dem „Laisierungsfall Andreas van Recum“ befasste.
Der Pontifex stellt darin fest, dass die Entscheidung Rom vorbehalten, die eigenmächtige Dispens des Erzbischofs ungültig und van Recum weiterhin als Kleriker anzusehen sei. In der Folge bemühte sich der Grünstadter Subdiakon nachhaltig beim Hl. Stuhl um eine Regelung seiner zerfahrenen Angelegenheit, die ihn selbst moralisch belastete. Endlich dispensierte ihn Papst Pius VI. persönlich von den geistlichen Amtspflichten, unter der Auflage einer erneuten kirchlichen Einsegnung seiner Ehe, die infolge des zuvor noch bestandenen kanonisches Ehehindernisses nicht gültig zustande gekommen war. Diese Auflage befolgte van Recum umgehend, am 18. März 1792 schloss er in Simmern die kirchlich rechtsgültige Ehe mit Catharina Edle von Rogister (1770–1819).

### Staatsbeamter und Politiker

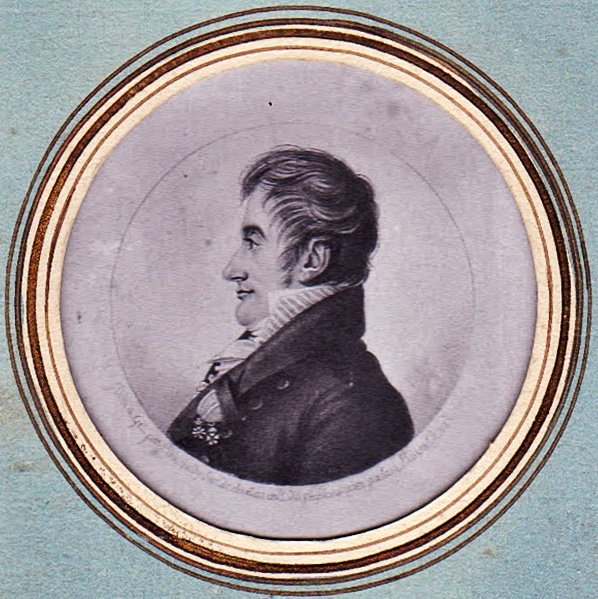
Andreas van Recum mit dem Kreuz der Ehrenlegion und dem Verdienstorden der Bayerischen Krone (um 1820)

Nach befriedigender Ordnung seiner persönlichen Standesangelegenheiten trat der Pfälzer nun wieder in sein ruhendes Beamtenverhältnis ein. Andreas van Recum amtierte ab 1791 als Hofgerichtsrat in Mannheim, ab 1792 als Oberamtsverweser und Landschreiber des kurpfälzischen Oberamtes in Simmern. Dort bemühte er sich um die Einführung des Klee- und Kartoffelanbaues zur Verbesserung der Dreifelderwirtschaft.
1794, als die Franzosen die linksrheinischen Gebieten des Heiligen Römischen Reichs besetzt hatten, verließ Recum aufgrund Regierungsbefehl vom Bayerischen Kurfürsten – wie alle Beamten – das feindlich besetzte Gebiet und wurde zu diversen Aufgaben verwendet, u. a. in Basel zu Verhandlungen mit dem französischen Gesandten François Barthélemy.
Andreas van Recum kehrte 1797 in die pfälzische Heimat zurück und versuchte hier im Dienste der Besatzungsmacht mäßigend zu wirken. Noch im Rückkehrjahr wurde er Friedensrichter und Präsident der Übergangsregierung in Bad Kreuznach. Hier trug er wesentlich dazu bei, dass die als „Auswanderer“ angesehenen Flüchtlinge nicht – wie von den Franzosen beabsichtigt – ihrer Güter verlustig gingen, sondern sie bei Rückkehr zurückerhielten. Ab 1798 amtierte Andreas van Recum in der französischen Zentralverwaltung zu Koblenz, dann als Sous-Prefect (Unterpräfekt) in Simmern. 1804 wählte man ihn als Mitglied des Corps législatif (Gesetzgebende Körperschaft) in Paris, 1809 ein zweites Mal.  Der Grünstadter erhielt von Kaiser Napoleon Bonaparte das Ritterkreuz der Ehrenlegion und avancierte zum „Baron des Französischen Kaiserreiches“. Infolge seiner Pariser Abgeordnetentätigkeit gehörte er auch zu den 70 Unterzeichnern der Urkunde über den Thronverzicht Kaiser Napoleons.
Andreas van Recum war Gründer und Meister vom Stuhl der Freimaurerloge „Les amis réunis de la Nahe et du Rhin“, die von 1809 bis 1814 wirkte (1858 in Kreuznach wiedergegründet als Johannisloge „Die vereinigten Freunde an der Nahe“).
Nach Abzug der Franzosen aus den annektierten Gebieten kehrte der Pfälzer Andreas van Recum wieder in bayerische Dienste zurück und wurde als Vertreter Bayerns in die Schuldenliquidierungskommission berufen, welche die Kriegsschulden bzw. Ansprüche zwischen Frankreich, Preußen und Bayern regelte. Nach Abschluss der komplizierten Verhandlungen durch einen auch Bayern zufriedenstellenden Ausgleich, zeichnete König Maximilian Joseph I. van Recum mit dem Komturkreuz des Verdienstordens der Bayerischen Krone aus, verbunden mit dem persönlichen Adelstitel sowie einem lebenslangen Sitz im Bayerischen Reichsrat. Gleichzeitig ernannte er ihn zum Königlichen Geheimrat.

### Lebensabend als Gutsherr

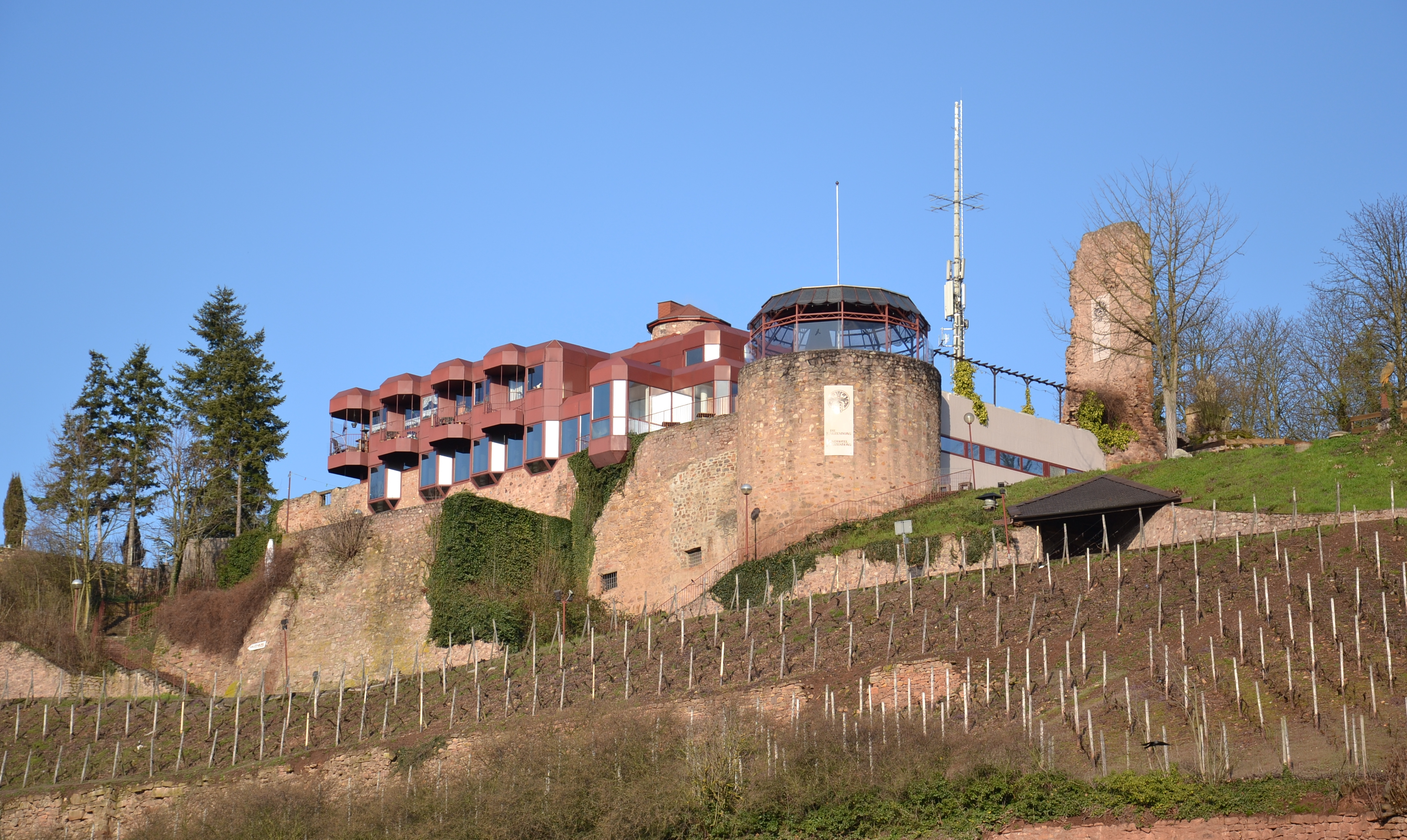
Die Kauzenburg heute

Nach 1818 zog sich Andreas von Recum – wie er nun hieß – aus dem aktiven politischen Leben zurück. Bereits 1802 hatte er das Rittergut Bangert bei Bad Kreuznach erworben, wo er nun als Gutsherr lebte, wenn er sich nicht in Mannheim aufhielt. Außerdem besaß er seit 1803 auch die Kauzenburg bei Kreuznach und ab 1804 die Schlossruine Dhaun. Von Recum wurde zu einer landwirtschaftlichen Kapazität, insbesondere hinsichtlich der Dreifelderwirtschaft und ihrer Verbesserung durch Klee- bzw. Kartoffelanbau, der Kalkdüngung und der Viehhaltung. Seine besondere Liebe galt dem Weinbau, worüber er auch mehrere Abhandlungen veröffentlichte, die zeitgemäß aufbereitet auch im Reprint erschienen.
Andreas von Recum ehelichte 1791 zunächst Theresia Edle von Rogister (1770–1819). Nach deren Tod heiratete er am 31. Januar 1820 Jeanette Freiin von Gemmingen-Hornberg (1791–1821). Aus dieser Ehe ging allein sein Sohn Otto von Recum hervor. Infolge der früheren Nobilitierung als „Kaiserlich Französischer Baron“ erreichte von Recum 24. Mai 1822 in Primogenitur und am 24. Mai 1825 für sich und seine Nachkommen noch die Eintragung als erbliche „Freiherren“ in der bayerischen Adelsmatrikel. Seine dritte Frau, die er am 3. September 1822 heiratete, war Caroline Christine Freiin von Hundheim (1799–1848).
Die „Gesellschaft für Geschichte des Weines“ widmet ihm eine eigene Internetseite und 1981 stiftete der „Verband Landwirtschaftlicher Fachschulabsolventen“ in Bad Kreuznach die nach dem Vorderpfälzer benannte „Freiherr Andreas van Recum-Plakette“ für besondere Verdienste um die Aus- und Weiterbildung im Weinbau und der Landwirtschaft.
Sein neuzeitlicher Biograf Karl-Georg Faber bezeichnet Andreas von Recum als „Rheinischen Kosmopolit“.

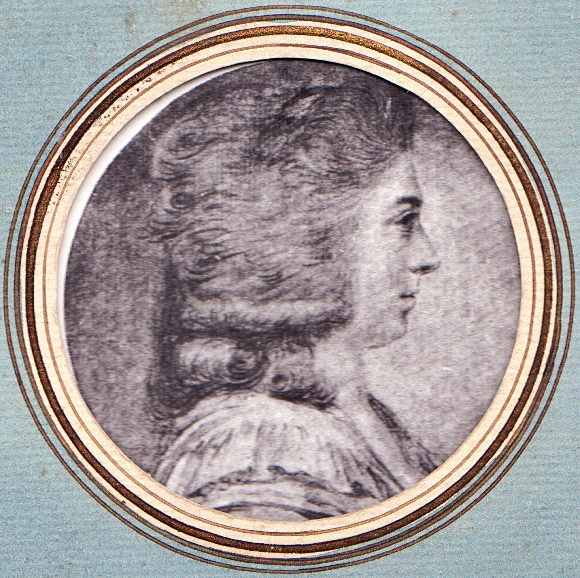
Catharina Therese van Recum geb. von Rogister (1770–1819), 1. Ehefrau des Andreas van Recum
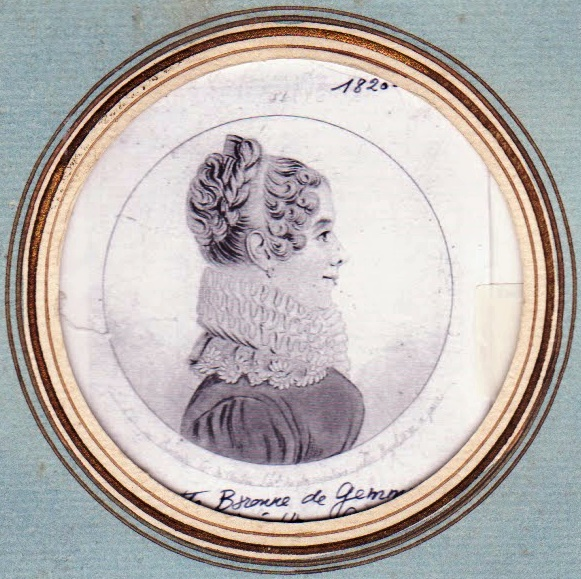
Jeanette van Recum geb. von Gemmingen-Hornberg (1791–1821), 2. Ehefrau des Andreas van Recum

## Werke
- „Einzelne Betrachtungen aus der Geschichte von Deutschland“, (Dissertation), Mainz, Verlag Tobias Sartorius, 1790. Kompletter Scan des Buches
- Jarzäler des Departements vom Rhein und Mosel von A. Vanrecum, Zentralverwalter im nemlichen Departemente. Jahr 8, Koblenz [1799/1800] dilibri Koblenz
- „Versuche über das Spätherbsten, eine Anleitung zur Qualitätsverbesserung im Weinbau der preußischen Rheinprovinz“, Mannheim 1826 bei Tobias Löffler, Nachdruck durch Weinorden der Nahe, Schrift Nr. 1.
- „Mitteilungen aus der älteren und neueren Geschichte über den Weinbau am Rhein, der Mosel, Nahe“; Mannheim 1826 bei Tobias Löffler, Nachdruck 1978 durch Sparkasse Bad Kreuznach.
- Ueber die Anpflanzung des Akazienbaum zu Weinbergspfählen. Fortsetzung des land-wirthschaftlichen Unterrichts etc.  Kreuznach, 1808
- Observations sur la nécessité d'établir en France des Ecoles Forestières.  imprimerie de Cellot, Paris, 1807.
- Observations sur la loi du 25 novembre 1808, relatives aux distillations de pommes de terre, sur les inconvéniens qui résulteraient pour l'agriculture de leur suppression, sur les moyens de concilier les intérêts du fisc avec ceux des agriculteurs par M. Vanrecum de André Honesta Pierre Van Recum